# Lauri Ihalainen
Lauri Armas Ihalainen, född 14 maj 1947 i Pihtipudas, är en finländsk socialdemokratisk politiker och fackföreningsledare. Han är ledamot av Finlands riksdag sedan 2011 och var Finlands arbetsminister mellan 2011 och 2015. Han var ordförande för fackförbundscentralen FFC 1990–2009.